# 열팽창 계수
열팽창 계수(熱膨脹係數, coefficient of thermal expansion) 또는 열팽창률은 일정한 압력 아래에 있는 물체의 열팽창과 온도 사이의 비율이다.
열팽창 계수는 온도 변화에 따라 물체의 크기가 어떻게 변하는지 설명한다. 특히, 일정한 압력에서 온도 변화 1도당 크기의 미세한 변화를 측정하므로 계수가 낮을수록 크기 변화 경향이 낮다. 체적, 면적 및 선형과 같은 여러 유형의 계수가 개발되었다. 계수의 선택은 특정 응용 프로그램과 중요하게 간주되는 차원에 따라 다르다. 고체의 경우 길이 또는 일부 영역에 따른 변화에만 관심이 있을 수 있다.
체적 열팽창 계수는 가장 기본적인 열팽창 계수이며 유체와 가장 관련이 있다. 일반적으로 물질은 온도가 변하면 팽창하거나 수축하며 모든 방향으로 팽창 또는 수축이 발생한다. 모든 방향으로 같은 속도로 팽창하는 물질을 등방성이라고 한다. 등방성 재료의 경우 면적 및 체적 열팽창 계수는 각각 선형 열팽창 계수보다 약 2배 및 3배 더 크다.

## 같이 보기
- 열팽창